# Sangkuriang

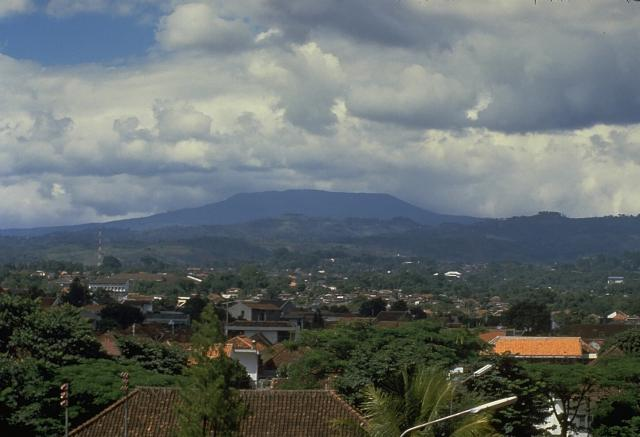
Vue du volcan Tangkuban Parahu; La traduction littérale de son nom est "bateau renversé", et la légende de Sangkuriang se veut une explication de ce nom

Sangkuriang est une lédende soundanaise (population de l'ouest de l'île indonésienne de Java) au sujet de la création du Lake Bandung (en), des volcans Tangkuban Parahu, Gunung Burangrang (id) et Gunung Bukit Tunggul (id). Comme le mythe grec d'Œdipe, cette légende raconte l'histoire d'un homme qui tombe amoureux de sa mère. Issue de la tradition orale, on en trouve une première trace écrite dans le Bujangga Manik, un manuscrit sur lontars  conservé à la bibliothèque Bodléienne d'Oxford depuis 1627 ou 1629.

## Une version de la légende
Il était une fois dans le svarga, un dieu et une déesse commirent un horrible crime. Pour les punir, Sunan Ambu (en), déesse mère les bannit du svarga et les réincarna sur terre dans un chien appelé Tumang et un sanglier nommé Celeng Wayungyang, lui étant le chien et elle le sanglier.
Un jour, un roi soundanais qui chassait dans la jungle se perdit et se retrouva séparé de sa garde. Il urina sur des buissons, et son urine fut en partie collectée par une coque de noix de coco, dans laquelle Celeng Wayungyang but pour étancher sa soif. Comme le liquide avait contenu un peu de sperme, elle fut fécondée, et, étant mi-animale mi-déesse, elle tomba instantanément enceinte pour donner naissance, quelques heures plus tard, à une fille. Le roi, qui était encore dans la jungle, entendit le bébé crier et le recueillit, l'adopta et l'éleva comme son propre enfant, ignorant qu'elle était sa vraie fille.
Appelée Dayang Sumbi, elle grandit et devint belle, jusqu'à attirer l'attention de nombreux princes, mais aucun ne trouvait grâce à ses yeux. Son passe-temps favori était le tissage, et elle créait de nombreux vêtements dans un pavillon du palais, qui avait la particularité d'être surélevé. Or, un jour, elle perdit un élément de son métier à tisser qui tomba à l'extérieur du palais. Comme elle était noble, il lui était interdit de quitter le palais à pied. Il lui fallait être portée mais il n'y avait personne à proximité pour le faire. Dans son anxiété à vite retrouver cette pièce, elle fit une promesse à voix haute : Quiconque retrouvera cette pièce sera récompensé. Si c'est une femme je la traiterais comme ma propre sœur ; si c'est un homme je l'épouserai.
Tumang l'entendit et, sorti de nulle part il retrouva la pièce du métier à tisser. Bien qu'il fût un chien elle tint parole et l'épousa, ce qui scandalisa la cour, et le roi, honteux et embarrassé par ses agissements, la bannit dans les bois, et des sujets du roi lui construisirent une modeste chaumière où elle demeura avec Tumang.
Elle découvrit vite que Tumang était un être surnaturel capable de revenir à sa forme originel de dieu lors des pleines lunes. Elle tomba amoureuse, ils firent l'amour et elle tomba enceinte d'un enfant qu'ils appelèrent Sangkuriang, qui grandit et devint un enfant en pleine santé. 
Puis, vers l'âge de 10 ans, sa mère est venue le voir avec une envie de foie de cerf et lui demanda d'en obtenir un pour elle. Sangkuriang partit à la chasse, accompagné de son chien, Tumang, dont il ne savait pas encore qu'il était en fait son père. Curieusement, ce jour-là, il n'y avait ni gibier ni cerf dans les bois lorsque Sangkuriang aperçut soudain un sanglier (un sanglier qui était en fait Celeng Wayungyang, sa grand-mère). Il le poursuivit et tenta de lui tirer dessus avec son arc mais fut arrêté par Tumang, qui avait réalisé que le sanglier était en fait la propre grand-mère de Sangkuriang. Celeng Wayungyang réussit à s'échapper et cela mit en colère Sangkuriang qui s'en prit à Tumang et blessa accidentellement. Tumang mourut de ses blessures, ce qui dévasta encore plus Sangkuriang, qui dut maintenant rentrer les mains vides chez sa mère. Il découpa donc Tumang et lui arrache le foie pour l'offrir à sa mère. À sa mort, l'âme de Tumang revint au svarga et redevint une divinité. 
Sangkuriang retourna chez sa mère avec la viande promise et elle la cuisina sans se douter de rien. Après le repas, elle demanda à son fils d'appeler le chien pour qu'il ait sa part de foie. Sangkuriang, qui ressentit une honte et une culpabilité immenses en réalisant qu'il avait tué son ami, avoua que le foie qu'ils venaient de manger était en fait celle de Tumang. Outrée et horrifiée, Dayang Sumbi frappa Sangkuriang à la tête avec un centong (une cuillère pour le riz) si fort que Sangkuriang saigna. Il n'avait jamais vu sa mère aussi en colère et l'horreur de ses actes et l'horreur de ses actes le choqua tellement qu'il s'enfuit dans la forêt. Convaincu que sa mère le détestait, il décida de ne pas rentrer chez lui. Si sa mère se calma, elle ne parvient pas à le retrouver. Dans sa détresse, elle pria les dieux qu'elle et son fils fussent un jour réunis, et elle promit de ne plus manger de viande, devenant désormais végétarienne et suivant un régime régulier de lalap (crudités avec du chili et du riz).
À la suite d'un coup que lui avait porté sa mère à sa tête, Sangkuriang commença à souffrit d'amnésie et se mit à l'oublier. Il continua à fuir et rencontra un sage qui lui apprit le Pencak-Silat et la magie pour contrôler le guriang, un hyang (en) (un esprit invisible doté de pouvoirs surnaturels). Sangkuriang devint un homme beau et fort qui mit sa force à profit en aidant les villageois dans leurs combats contre les bandits et autres fauteurs de troubles. Malgré sa vie insouciante, le destin intervint lorsqu'il voit une belle fille devant un petit chalet sur le chemin de la forêt. Ils commencèrent à bavarder, puis passèrent de plus en plus de temps ensemble, pour finalement tomber amoureux et faire des projets de mariage. Jamais Sangkuriang ne reconnut la maison comme étant la maison de son enfance et la belle fille comme étant sa propre mère. 
Un jour avant le mariage, Dayang Sumbi brossait les cheveux de Sangkuriang quand elle reconnut une cicatrice sur la tête de Sangkuriang. Tous les morceaux s'assemblèrent et elle réalisa soudain qu'elle était tombée amoureuse de son propre fils qui l'avait quittée 12 ans auparavant. Horrifiée et ne voulant l'épouser, elle révéla la vérité à Sangkuriang et le supplia d'annuler le mariage. Mais Sangkuriang, ne la croyant pas, ne le voulut pas.
Dayang Sumbi tenta de le décourager encore plus en présentant comme conditions à ce mariage ce qu'elle pensait être des tâches impossibles. Tout d'abord, Sangkuriang devait lui construire un grand lac en remplissant toute la vallée d'eau, puis elle demanda un bateau pour que tous deux puissent naviguer dans le lac, ces deux tâches devant être accomplies en une seule nuit. 
Sangkuriang accepta le défi et, avec l'aide de quelques guriangs, il endigua le fleuve Citarum avec des glissements de terrain. L'eau du fleuve s'éleva et remplit la plaine, la transformant en un lac. Ensuite, Sangkuriang compléta la deuxième partie des conditions en abattant un arbre massif pour en faire un bateau. Vers l'aube, il avait presque terminé la construction du navire et, Dayang Sumbi était mortifiée. Refusant d'abandonner, elle tissa un châle magique qui remplit l'horizon oriental de lumière. Trompés par ce qui semblait être l'aube, les coqs chantèrent et les fermiers se levèrent pour un nouveau jour.
Sangkuriang pensa qu'il avait échoué. Dans sa colère, il donna un coup de pied au bateau qu'il avait construit et il tomba, se retournant, le transformant en  Tangkuban Parahu (en soudanais, "tangkuban" signifie "retourné" ou "à l'envers", et "parahu" signifie "bateau"). Le bois restant du bateau devint  Gunung Burangrang (id), le reste de l'énorme arbre devenant le Gunung Bukit Tunggul (id). Quant au lac, il est devenu le  Lake Bandung (en) (littéralement "barrage"). 
Sangkuriang était frustré, mais il refusait toujours de renoncer à Dayang Sumbi. Dans son désespoir, il essaya de retenir Dayang Sumbi, mais elle réussit à se libérer et à s'enfuir. Sangkuriang la poursuivit et lorsqu'il faillit la rattraper au Gunung Putri, Dayang Sumbi implora de l'aide pour être aidée une dernière fois. En réponse, elle fut transformée en une fleur (la jaksi) et, de ce fait, Sangkuriang, devint fou de ne pas la trouver.

## Relevance de la légende avec les faits géologiques
L'histoire serait pertinente avec la création du bassin de Bandung et du volcan Tangkuban Parahu.
De récentes études géologiques indiquent que les plus anciens gisements lacustres ont été datés radiométriquement de 125 000 ans. Le lac a cessé d'exister à 16 000 ans avant aujourd'hui (AA).
Il y a eu deux éruptions de type plinien de l'ancien Mount Sunda (en) datées respectivement de 105 000 et 55 000-50000 ans AA. La seconde éruption plinienne provoqua l'effondrement de l'ancienne caldeira du volcan Sunda et créa les monts Tangkuban Parahu, Burangrang et Bukit Tunggul.
Il est plus probable que les anciens Sundanais aient vécu dans la région de Bandung bien avant 16 000 ans AA et aient été témoins de la deuxième éruption plinienne qui a anéanti les colonies à l'ouest de la Cikapundung River (en) (au nord et au nord-ouest de Bandung) pendant la période d'éruption d'il y a 55 000-50000 ans AA, lorsque le Tangkuban Parahu fut à partir des vestiges de l'ancien mont Sunda. Cette époque était celle de l'homo sapiens ; ils ont été identifiés en Australie du Sud dès 62000 ans AA, tandis qu'à Java, l'Homme Wajak a pu être daté d'environ 50000 ans AA (mais d'autres l'estiment à 10000 avant J.-C. ).